# Fighting the World
A Fighting the World  az amerikai Manowar együttes ötödik nagylemeze, mely 1987-ben jelent meg. Ez volt az első Manowar album, melynek a borítóját Ken Kelly készítette (innentől kezdve minden albumuk borítóját izmos, kigyúrt barbár/barbárok diszítik, jelen esetben a zenekar tagjai). Továbbá ez volt az első olyan heavy metal album, melyet digitálisan rögzítettek. A lemez egy könnyebben emészthetőbb irányt hozott magával, így számtalan Manowar himnusz található rajta. A korongot már egy multi az Atlantic Records adta ki. A lemez minden dalát Joey DeMaio szerezte. 
A lassú Defenderben hallani Orson Welles beszédét, aki az album kiadása után két évvel meghalt. A dalt már 1983-ban felvették, és az ott elhangzott beszédet használták fel újra. 
Kislemezként a Blow Your Speakerst adták ki, mely dalt a VH1 zenecsatorna beválasztotta a 40 legfélelmetesebb metal dal közé. 
A Fighting the World dalt a német Mystic Prophecy dolgozta fel, Regressus című albumán. 
A Black Wind, Fire and Steelt a brazil Immortal Choir és a svéd Venerea dolgozta fel.

## Számlista
Minden dalt Joey DeMaio írt.
1. "Fighting the World" – 3:46
2. "Blow Your Speakers" – 3:36
3. "Carry On" – 4:08
4. "Violence and Bloodshed" – 3:59
5. "Defender" – 6:01
6. "Drums of Doom" – 1:18
7. "Holy War" – 4:40
8. "Master of Revenge" – 1:30
9. "Black Wind, Fire and Steel" – 5:17

## Zenészek
- Eric Adams - ének
- Ross the Boss - elektromos gitár
- Joey DeMaio - basszusgitár
- Scott Columbus - dob